# Zodarion pirini
Zodarion pirini är en spindelart som beskrevs av Pencho Drensky 1921. Zodarion pirini ingår i släktet Zodarion och familjen Zodariidae.
Artens utbredningsområde är Bulgarien. Inga underarter finns listade i Catalogue of Life.